# Steinhuder Meer (mit Randbereichen)
Steinhuder Meer (mit Randbereichen) este o arie protejată (sit de importanță comunitară — SCI) din Germania întinsă pe o suprafață de 5.371,31 ha, integral pe uscat.

## Localizare
Centrul sitului Steinhuder Meer (mit Randbereichen) este situat la coordonatele 52°29′04″N 9°22′14″E / 52.4844°N 9.3706°E.

## Înființare
Situl Steinhuder Meer (mit Randbereichen) a fost declarat sit de importanță comunitară în iunie 2000 pentru a proteja 7 specii de animale.

## Biodiversitate
Situată în ecoregiunea atlantică, aria protejată conține 11 habitate naturale: Lacuri eutrofice naturale cu vegetație de tip Magnopotamion sau Hydrocharition, Lacuri și iazuri distrofice naturale, Liziere de ierburi înalte hidrofile de câmpie și de nivel montan până la alpin, Fânețe de joasă altitudine (Alopecurus pratensis, Sanguisorba officinalis), Turbării active, Mlaștini oligotrofe degradate, capabile încă de regenerare naturală, Mlaștini turboase de tranziție și turbării mișcătoare, Depresiuni pe substraturi de turbă de Rhynchosporion, Mlaștini calcaroase cu Cladium mariscus și specii de Caricion davallianae, Păduri acidofile de stejar bătrân cu Quercus robur pe câmpii nisipoase, Mlaștini împădurite.
La baza desemnării sitului se află mai multe specii protejate:
- amfibieni (1): triton cu creastă (Triturus cristatus)
- mamifere (2): vidră de râu (Lutra lutra), liliac de iaz (Myotis dasycneme)
- nevertebrate (2): Coenagrion mercuriale, rădașcă (Lucanus cervus)
- pești (2): Cobitis taenia Complex, țipar (Misgurnus fossilis)

Pe lângă speciile protejate, pe teritoriul sitului au mai fost identificate 1 specie de plante, 3 specii de amfibieni, 2 specii de reptile.